# 國際標準音樂編號
國際標準音樂編號（英語：International Standard Music Number，簡記為ISMN）是一種按國際標準化組織（ISO）的標準所製定、為音樂作品的印刷樂譜及電子樂譜所編定的13碼數字的代碼，適用於全世界。
ISMN在ISO的正式稱呼為ISO 10957。

## 校驗碼的計算方法

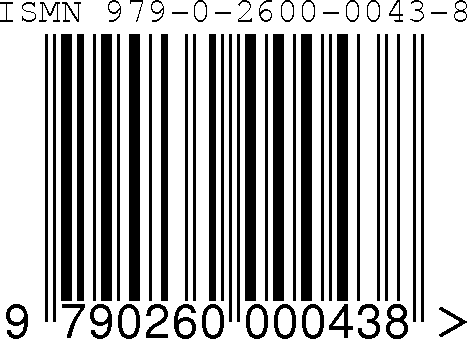
一個假設性的13碼國際標準音樂編號，用以對應歐洲商品條碼。

與13碼的國際標準書號驗證方法相同，先把第1個號碼乘以1、再第2個號碼乘以3、第3個號碼乘以1、第4個號號碼乘以3……如此類推，直至把首12號個號碼都運算後，把全部數加起來後（加權和），再以10整除，其負餘數即為第13個碼的對應號碼，又稱校驗碼或驗證碼。例如：
- 以歐伊倫堡出版社的舒曼小提琴協奏曲（英语：Violin Concerto (Schumann)）的袋裝總譜作例子，其ISMN為：979-0-200-21164
- 計算加權和：

{\displaystyle {\color {Red}9}\times 1+{\color {Red}7}\times 3+{\color {Red}9}\times 1+{\color {Red}0}\times 3+{\color {Red}2}\times 1+{\color {Red}0}\times 3+{\color {Red}0}\times 1+{\color {Red}2}\times 3+{\color {Red}1}\times 1+{\color {Red}1}\times 3+{\color {Red}6}\times 1+{\color {Red}4}\times 3}

{\displaystyle =9+21+9+0+2+0+0+6+1+3+6+12}

{\displaystyle =69}
- 校驗碼即為加權和除以 10 的負餘數：{\displaystyle 69=7\times 10-{\color {Red}1}}。

所以，本書的校驗碼是1，完整的國際標準書號為ISMN 979-0-200-21164-1。

## 外部連結
- 國際標準音樂編號機構主頁。 （页面存档备份，存于）